# Mali Levijatan
"Mali Levijatan" studentski je časopis koji se bavi popularizacijom društvenih znanosti, u prvom redu politologije.
Studentski časopis „mali Levijatan“ postoji od 2006. godine kao realizacija ideje tadašnjih studenata Fakulteta političkih znanosti u Zagrebu koja je trebala promicati politologiju kao studij zainteresiranim kolegama s drugih fakulteta. Mali Levijatan svojim je postojanjem ostvario dodatni prostor u kome bi studenti imali priliku izraziti svoje stavove i razmišljanja o aktualnim politološkim temama te podići studentski dijalog na jednu višu, akademskoj zajednici i političkoj znanosti, primjereniju razinu. Omogućavajući studentima zainteresiranima za znanost prostor za izražavanje, „mali Levijatan“ pomaže i u objašnjavanju često nejasno definiranog politološkog identiteta. Isto tako, cilj časopisa je promicati, kroz prezentaciju kvalitetnih studentskih radova, politologiju, kao relativno mladu znanstvenu disciplinu. 
Prvi broj časopisa dobio je odlične ocjene i nominaciju za Državnu nagradu za promicanje znanosti, a težnja kvalitetnom radu nastavila se i nastavlja se kroz iduće brojeve.
Danas je „mali Levijatan“ časopis čiji se objavljeni prilozi referiraju u nekoliko hrvatskih i inozemnih baza podataka (Hrčak, International Political Science Review, Central and Eastern European Online Library), a obuhvaćaju područja, ne samo politologije, već i sociologije, ekonomije, prava, filozofije, psihologije i povijesti. Časopis posebno njeguje tradiciju međunarodne suradnje, kako studenata-autora, tako i članova akademske zajednice.

## Podaci o časopisu
- ISSN: 1846-0771
- UDK: 32(05)

## Vanjske poveznice
- Fakultet političkih znanosti
- Hrčak - portal znanstvenih časopisa RH